# Jamie Gregg
Jamie Gregg (Edmonton, 18 maart 1985) is een Canadese oud-langebaanschaatser met een specialiteit op de sprintafstanden. Zijn ouders waren ook actief in de schaatssport: vader als shorttracker, moeder als langebaanschaatsster. Gregg is getrouwd met Danielle Wotherspoon, de zus van sprintkampioen Jeremy Wotherspoon.
Gregg debuteerde in het internationale circuit in seizoen 2007/2008 tijdens de wereldbekerwedstrijd in Salt Lake City. Hij bereikte daar op de 500 en 1000 meter respectievelijk een vijfde en een vierde plaats in de B-divisie. In seizoen 2011/2012 won Gregg een wereldbekerwedstrijd over 500 meter in Berlijn. In de zomer van 2015 vernam Gregg dat hij was toegelaten voor de studie medicijnen aan de Universiteit van Alberta in Edmonton waardoor hij besloot te stoppen met zijn schaatscarrière.

## Persoonlijke records
| Afstand    | Tijd    | Datum            | Baan           |
| ---------- | ------- | ---------------- | -------------- |
| 500 meter  | 34,36   | 12 december 2009 | Salt Lake City |
| 1000 meter | 1.07,93 | 16 november 2013 | Salt Lake City |
| 1500 meter | 1.47,31 | 1 januari 2010   | Calgary        |
| 3000 meter | 4.00,89 | 12 oktober 2006  | Calgary        |

## Resultaten
| Jaar | WK Sprint | WK Afstanden       | Olympische Spelen | Wereldbeker                |
| ---- | --------- | ------------------ | ----------------- | -------------------------- |
| 2008 |           |                    |                   | 42e 500m 47e 1000m         |
| 2009 | 13e       | 8e 500m            |                   | 8e 100m 15e 500m 28e 1000m |
| 2010 |           |                    | 8e 500m           | 12e 500m 17e 1000m         |
| 2011 | 6e        | 5e 500m 14e 1000m  |                   | 12e 500m 14e 1000m         |
| 2012 | 9e        | 9e 500m 7e 1000m   |                   | 7e 500m 8e 1000m           |
| 2013 | 4e        | 10e 500m 14e 1000m |                   | 5e 500m 17e 1000m          |
| 2014 |           |                    | 11e 500m          | 14e 500m 15e 1000m         |
| 2015 | 20e       |                    |                   | 30e 500m 48e 1000m         |